# László Budai
László Budai [ˈlaːsloː 'budɒ.i] (* 19. Juli 1928 in Budapest; † 2. Juli 1983 ebenda) war ein ungarischer Fußballspieler.

## Karriere
Budai war Mitglied der „Goldenen Elf“ (ung. Aranycsapat), der ungarischen Nationalelf, auch „Magische Magyaren“ genannt, die bei den Olympischen Sommerspielen 1952 Gold gewonnen hatte und bei der Fußball-Weltmeisterschaft 1954 in Bern beim Wunder von Bern der deutschen Auswahl unterlag.
Der Stürmer Budai, der von 1953 bis 1958 bei Budapest Honvéd FC unter Vertrag stand, spielte als ungarischer Nationalspieler in zwei Partien der Fußball-Weltmeisterschaft 1954: Beim 9:0-Sieg seiner Mannschaft über Südkorea am 17. Juni 1954 und beim 4:2-Halbfinalsieg Ungarns über Uruguay am 30. Juni 1954. Im Endspiel gegen Deutschland spielte an seiner Stelle allerdings Mihály Tóth als Linksaußen neben Puskás. Bei der Fußballweltmeisterschaft 1958 in Schweden wurde er nur einmal eingesetzt: Beim 4:0-Sieg seiner Mannschaft gegen Mexiko am 15. Juni 1958. Diese WM verlief enttäuschend, da die Ungarn nach der Vorrunde die Heimreise antreten mussten. Die große Zeit der goldenen Elf war vorbei. Insgesamt verzeichnete er 39 Einsätze im Nationaltrikot und erzielte dabei zehn Tore.
Nach der Karriere als Spieler arbeitete er von 1962 bis 1967 bei ETI SC als Trainer, von 1967 bis 1980 trainierte er Kossuth KFSE.

## Erfolge als Spieler
Ungarische Nationalmannschaft:
- Olympiasieger 1952.
- Zentraleuropameister 1953
- Vizeweltmeister 1954.

Vereine
- Ferencváros Budapest
  - Ungarischer Meister: 1949.
- Honvéd Budapest
  - Ungarischer Meister: 1954, 1955.
  - Mitropapokal: 1959

## Trivia

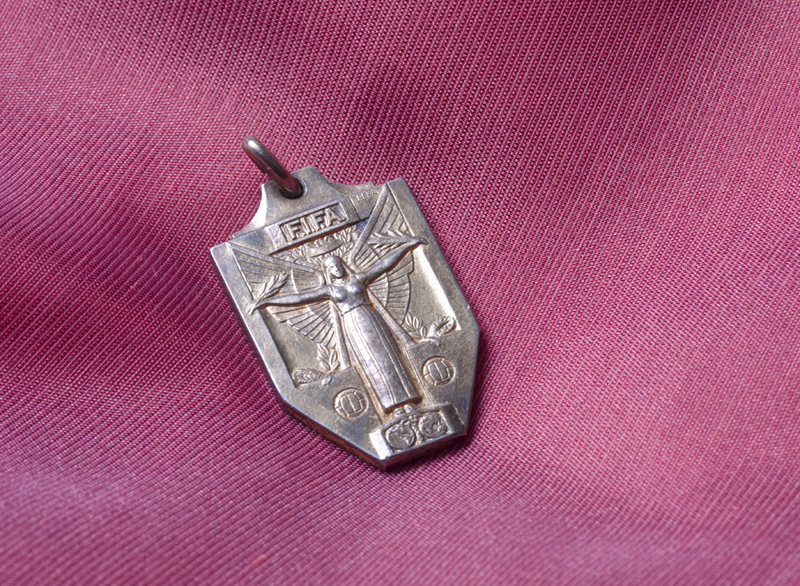
László Budais Silbermedaille

Die beiden Medaillen, die László Budai 1952 (Olympiagold in Helsinki) und 1954 (WM-Silber in Bern) erkämpfte, wurden im Schweizer Auktionshaus Peter Rapp in Wil für je 10.800 Franken aus seinem Nachlass versteigert.